# Autostrada 7 (Thailandia)
L'autostrada 7, conosciuta anche come autostrada Bangkok−Ban Chang, è un'autostrada della Thailandia che collega la capitale Bangkok con la costa orientale del golfo di Thailandia. Ha una lunghezza di 150 chilometri ed attraversa le provincie di Samut Prakan, Chachoengsao,  Chonburi e Rayong. Lungo il suo tracciato sorgono importanti centri industriali, il porto di Laem Chabang, che è il più importante del paese, ed il centro turistico di Pattaya.
L'autostrada 7 ha inizio come continuazione della soprelevata autostrada Si Rat nella periferia orientale dell'area metropolitana nel distretto di Suan Luang, a circa 15km dal centro città. Si sviluppa verso est passando nei pressi dell'aeroporto Internazionale di Bangkok-Suvarnabhumi superato il quale volge verso le provincie del sud-est.
Per i primi 100km l'autostrada si presenta con 8 corsie fino allo svincolo per Laem Chabang da dove continua con 6 corsie fino a Map Ta Phut.  Nel tratto Bangkok-Pattaya l'autostrada è stata affiancata da due strade statali di servizio con numerazione SN.3701 e SN.3702. Il limite di velocità è stato fissato a 120 km/h e fa parte della AH19 e AH123 della rete delle strade trans-asiatiche.

## Storia
Il tratto Chonburi-Pattaya è stato inaugurato nel 2010. La sezione di autostrada tra Pattaya e Map Ta Phut è stata aperta al traffico nel maggio del 2020.

## Tabella percorso
- Tra gli svincoli 1 e 4 le uscite tra carreggiate opposte non corrispondono.

| Autostrada Bangkok−Ban Chang |                                                                                          |       |       |                                                         |       |
| Tipo                         | Indicazione direzione Sud-Est                                                            | ↓km↓  | ↑km↑  | Indicazione direzione Nord-Ovest                        | Tipo  |
|                              | Autostrada Si Rat da Bangkok Centro                                                      | 0,0   | 150,0 | Autostrada Si Rat per Bangkok Centro                    |       |
|                              |                                                                                          | ..    | 149,5 | Rama IX Road                                            | 1C    |
| 1                            | Srinagarindra Road (solo dir.sud)                                                        | ..    | 149,4 | Srinagarindra Road (dir. nord)                          | 1B    |
|                              |                                                                                          | ..    | 148,5 | Srinagarindra Road (dir. sud)                           | 1A    |
| 2                            | Autostrada 9                                                                             | 6,2   | 142,0 | Autostrada 9                                            | 2     |
|                              |                                                                                          | ..    | ..    | Inversione di marcia                                    |       |
| 3A 3B                        | Strada nazionale 3119                                                                    | 10,8  | ..    |                                                         |       |
| 3C 3D                        | Cargo Terminal Aeroporto di Bangkok-Survanabhumi                                         | 11,0  | 137,0 | Strada nazionale 3119 Aeroporto di Bangkok-Survanabhumi | 4C 4B |
|                              | ...                                                                                      | ..    | 136,8 | Cargo Terminal                                          | 4A    |
|                              | Inversione di marcia                                                                     | 14,3  | ..    |                                                         |       |
| 5                            | Lat Krabang                                                                              | ..    | ..    |                                                         |       |
|                              | Barriera di Latkrabang                                                                   | ..    | ..    |                                                         |       |
| 6                            | Raccordo di Bang Woa per la SN.34 - Bang Bo Zona Industriale Welgrow                     | 40,5  | 109,0 |                                                         |       |
| 7A                           | SN.314 per Chachoengsao (solo dir. sud))                                                 | ..    | ..    |                                                         |       |
| 7B                           | SN.314 per/da Bang Pakong                                                                | ..    | ..    |                                                         |       |
|                              | Area di servizio                                                                         | ..    | ..    |                                                         |       |
| 8                            | SN.315 Chonburi - Phanat Nikhom Zona Industriale di Chon Buri                            | ..    | ..    |                                                         |       |
| 9                            | SN.344 Chonburi - Ban Bueng - Klaeng                                                     | 72,8  | 75,5  |                                                         |       |
| 10                           | SN.361 Bang Saen - Sri Racha                                                             | ..    | ..    |                                                         |       |
| 11                           | Raccordo per il porto di Laem Chabang SN.331 per Map Iang - Bo Win SN.3701 per Sri Racha | 99,7  | 49,3  |                                                         |       |
| 12                           | SN.36 Bang Lamung - Rayong                                                               | ..    | ..    |                                                         |       |
| 13                           | Raccordo di Pattaya                                                                      | 120,0 | 29,0  |                                                         |       |
| 14                           | Ban Amphur - Huay Yai                                                                    | ..    | ..    |                                                         |       |
| 15                           | SN.331 - Sattahip Aeroporto di U-Tapao                                                   | ..    | ..    |                                                         |       |
|                              | Barriera di U-Tapao                                                                      | ..    | ..    |                                                         |       |
| 16                           | Zona Industriale di Map Ta Phut SN.3 Sukhumvit Sattahip-Rayong                           | 150,0 | 0,0   |                                                         |       |

## Raccordo di Bang Woa
| Raccordo di Bang Woa |                                                                       |      |      |
| Tipo                 | Indicazione                                                           | ↓km↓ | ↑km↑ |
|                      | Autostrada Bangkok - Ban Chang                                        | 0,0  | ..   |
|                      | Barriera di Bang Bo                                                   | ..   | ..   |
|                      | Complanare Debaratna Road Strada nazionale 34 Autostrada Buraphawithi | 4,0  | ..   |

## Raccordo di Laem Chabang
| Raccordo di Laem Chabang |                                                   |      |      |
| Tipo                     | Indicazione                                       | ↓km↓ | ↑km↑ |
|                          | Autostrada Bangkok - Ban Chang                    | 0,0  | ..   |
|                          | Barriera di Laem Chabang                          | ..   | ..   |
|                          | Bang Sean                                         | ..   | ..   |
|                          | Laem Chabang                                      | ..   | ..   |
|                          | SN.3 Sukhumvit per Pattaya                        | ..   | ..   |
|                          | SN.3 Sukhumvit per Si Racha                       | ..   | ..   |
|                          | fine autostrada Porto Industriale di Laem Chabang | 8.5  | ..   |

## Raccordo di Pattaya
| Raccordo di Pattaya |                                          |      |      |
| Tipo                | Indicazione                              | ↓km↓ | ↑km↑ |
|                     | Autostrada Bangkok - Ban Chang           | 0,0  | ..   |
|                     | Barriera di Pattaya                      | ..   | ..   |
|                     | Nong Prue                                | ..   | ..   |
|                     | Strada comunale                          | ..   | ..   |
|                     | fine autostrada SN.3 Sukhumvit - Pattaya | 6,0  | ..   |